# Lagotis
Lagotis (hrv. lagotis; lat. Lagotis),  biljni rod trajnica  iz porodice Plantaginaceae Sastoji se od 30 vrsta raširenih po Aziji, a jedna se od njih iz Ruskog dalekog istoka širi i na područje Aleuta i Aljaske, Lagotis glauca Gaertn.. Rod je smješten u tribus Veroniceae.

## Etimologija
Latinsko ime roda dolazi od grčkog lagos, zec, i otos, uho, aludirajući na čašku nekih vrsta.

## Opis
Zeljasto višegodišnje bilje. Stabljike su uspravne ili uzdižuće, gole. Listovi nasuprotni. Cvatovi završni, zbijeni klasovi; brakteje prisutne. Cvjetovi dvospolni; čašica 2, bazalno spojena, čaška obostrano simetrična, cjevasta, abaksialni režanj zatvoren lopatičastim adaksijalnim režnjem; vjenčić plav, obostrano simetričan, dvostruk, lijevkast, cijevasta baza nije ostrugasta, režnjeva 3, abaksijalnih 2, adaksijalnih 1; prašnika 2, priraslih uz grlo vjenčića, niti gole; staminod 0; jajnik 2-lokularni, osovina posteljice. Plodovi poput koštunice. Sjemenke 2, žutosmeđe, kuglaste, bez krila. × = 11. 

## Vrste
1. Lagotis alutacea W.W.Sm.
2. Lagotis angustibracteata P.C.Tsoong & H.P.Yang
3. Lagotis blatteri O.E.Schulz
4. Lagotis brachystachya Maxim.
5. Lagotis brevituba Maxim.
6. Lagotis cashmeriana (Royle ex Benth.) Rupr.
7. Lagotis chumbica R.R.Mill
8. Lagotis clarkei Hook.f.
9. Lagotis crassifolia Prain
10. Lagotis decumbens Rupr.
11. Lagotis glauca Gaertn.
12. Lagotis globosa Hook.f.
13. Lagotis humilis P.C.Tsoong & H.P.Yang
14. Lagotis ikonnikovii Schischk.
15. Lagotis integra W.W.Sm.
16. Lagotis integrifolia (Willd.) Schischk.
17. Lagotis kongboensis T.Yamaz.
18. Lagotis korolkowii (Regel & Schmalh.) Maxim.
19. Lagotis kunawurensis (Royle ex Benth.) Rupr.
20. Lagotis macrosiphon P.C.Tsoong & H.P.Yang
21. Lagotis nepalensis T.Yamaz.
22. Lagotis pharica Prain
23. Lagotis praecox W.W.Sm.
24. Lagotis ramalana Batalin
25. Lagotis stolonifera (K.Koch) Maxim.
26. Lagotis takedana Miyabe & Tatew.
27. Lagotis uralensis Schischk.
28. Lagotis wardii W.W.Sm.
29. Lagotis yesoensis (Miyabe & Tatew.) Tatew. ex Ohwi
30. Lagotis yunnanensis W.W.Sm.

## Sinonimi
- Gymnandra Pall.; Reise 3: 710 (1776)
- Lunellia Nieuwland; Amer. Midl. Nat 3: 189 (1914)
- Kokonoria Keng & H.Keng; J. Wash. Acad. Sci. 35: 374 (1945), Li in J. Wash. Acad. Sci. 36: 384 (1946)